# Ігл-Лейк (Міннесота)
Ігл-Лейк (англ. Eagle Lake) — місто (англ. city) в США, в окрузі Блю-Ерт штату Міннесота. Населення — 3278 осіб (2020).

## Географія
Ігл-Лейк розташований за координатами 44°9′44″ пн. ш. 93°53′1″ зх. д. / 44.16222° пн. ш. 93.88361° зх. д. (44.162086, -93.883600).  За даними Бюро перепису населення США в 2010 році місто мало площу 4,18 км², з яких 4,17 км² — суходіл та 0,01 км² — водойми.

## Демографія
Згідно з переписом 2010 року, у місті мешкали 2422 особи в 887 домогосподарствах у складі 650 родин. Густота населення становила 579 осіб/км².  Було 931 помешкання (223/км²).
Расовий склад населення:
| - 95,5 % — білих - 1,4 % — чорних або афроамериканців - 0,8 % — азіатів - 0,3 % — корінних американців |

До двох чи більше рас належало 1,5 %. Частка іспаномовних становила 2,8 % від усіх жителів.
За віковим діапазоном населення розподілялося таким чином: 28,7 % — особи молодші 18 років, 64,7 % — особи у віці 18—64 років, 6,6 % — особи у віці 65 років та старші. Медіана віку мешканця становила 31,7 року. На 100 осіб жіночої статі у місті припадало 102,0 чоловіків;  на 100 жінок у віці від 18 років та старших — 103,3 чоловіків також старших 18 років.
Середній дохід на одне домашнє господарство  становив 79 836 доларів США (медіана — 73 654), а середній дохід на одну сім'ю — 84 689 доларів (медіана — 81 528). Медіана доходів становила 48 199 доларів для чоловіків та 37 283 долари для жінок. За межею бідності перебувало 8,3 % осіб, у тому числі 9,2 % дітей у віці до 18 років та 2,6 % осіб у віці 65 років та старших.
Цивільне працевлаштоване населення становило 1502 особи. Основні галузі зайнятості: освіта, охорона здоров'я та соціальна допомога — 23,4 %, виробництво — 16,0 %, роздрібна торгівля — 15,2 %.